# HD 71433
HD 71433，又名BD-05 2530，SAO 135931、HR 3325，是一颗恒星，视星等为6.59，位于銀經230.26，銀緯17.96，其B1900.0坐标为赤經8h 22m 21.9s，赤緯-6° 17.96′ 47″。